# Roi Glass

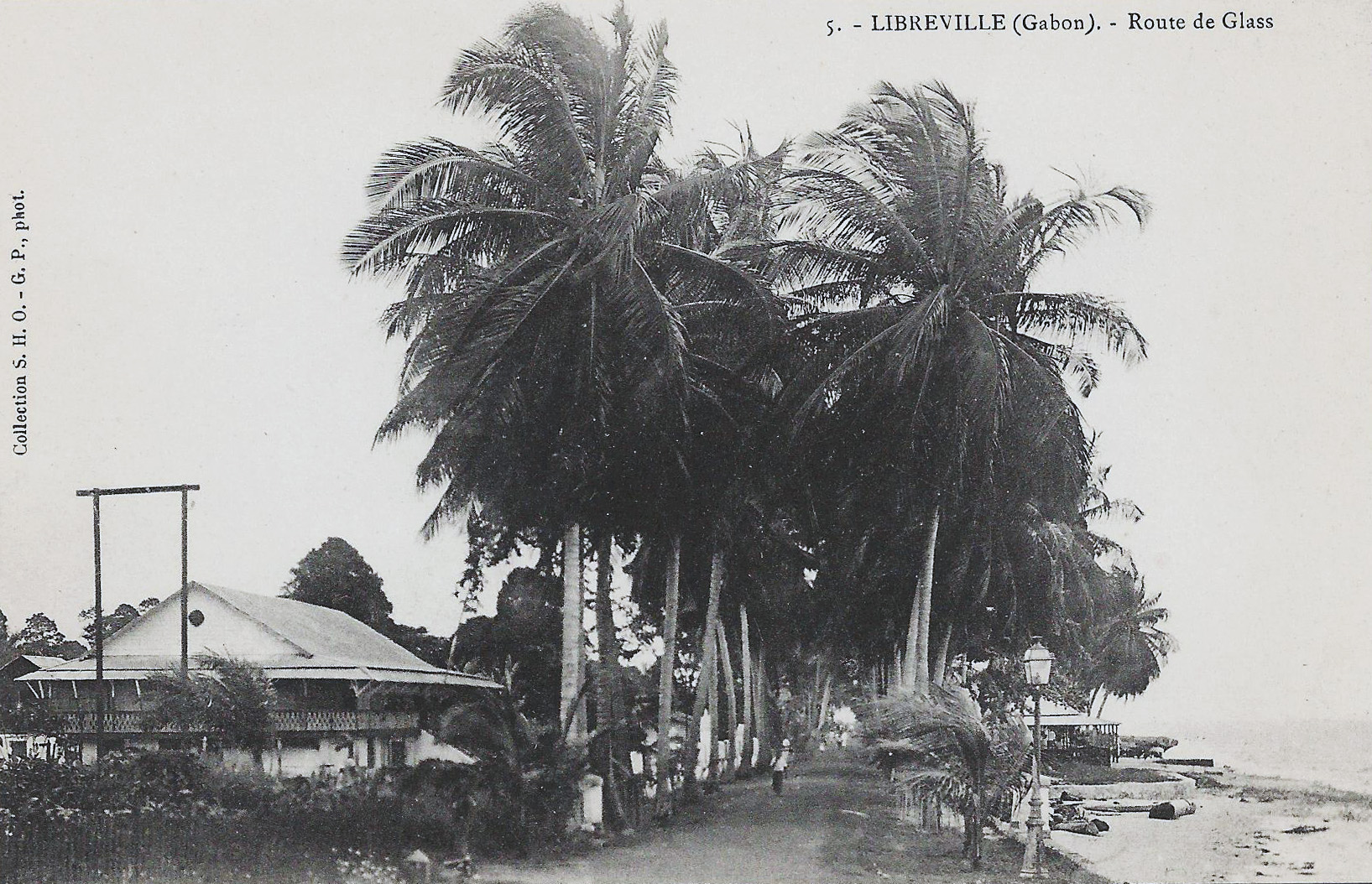
Route de Glass à Libreville, vers 1905.

Le roi Glass, dont le véritable nom est R’Ogouarowe,, mort le 29 janvier 1848, a été au milieu du XIXe siècle le chef des Agekaza d’Olamba au Gabon, installés dans l’estuaire du Komo. Il était le plus prestigieux de tous les mpongwe de son époque. Il est connu pour s’être opposé aux tentatives des Français d'instaurer un monopole commercial dans l’estuaire du Gabon. 
Dans les années 1820-1840, Glass accueille des missionnaires anglais. En mai 1842, la première mission protestante américaine est fondée sur ses terres,. Jusqu'en 1845, le nombre de commerçants britanniques, américains et allemands qui s'y installent augmente.
La résistance que Glass opposa aux représentants de la France n’était pas une opposition armée. 
Il devait son prestige principalement à l'importance de son village dans le commerce avec les Européens. Le 28 mars 1844, il signa un traité dit de protectorat et de commerce avec le lieutenant de vaisseau Darricau, baron de Traverse, capitaine de l'Éperlan, et Amouroux, capitaine au long cours, commandant le brick l'Ossian. C’est après la signature de ce traité qu'il perdit progressivement de son influence.